# .5: The Gray Chapter
.5: The Gray Chapter er det femte studiealbum fra nu-metal-bandet Slipknot. Albummet er bandets første i seks år og det første uden bassist Paul Gray, som døde i 2010, og trommeslager Joey Jordison, som blev fyret fra bandet i december 2013.

## Baggrund
Skriveprocessen begyndte allerede i slutningen af 2013. Guitarist James Root måtte side over en Stone Sour-turné, så han kunne skrive musik til pladen. Forsanger Corey Taylor beskrev pladen som "et meget mørkt crossover mellem Iowa og Vol. 3: (The Subliminal Verses)". Den 24. februar, 2014, blev bandets sociale medier lagt i black-out, uden nogen grund.
Taylor afslørede i et interview, at bandets nye bassist og trommeslager ville være med på scenen og bære samme masker. Han mente, at det ville være for respektløst lige nu, at de nye medlemmer fik deres egne personlige masker. Han afslørede ikke, hvem de nye medlemmer er, men sagde, at Slipknots ex-guitarist og stand-in bassist, Donnie Steele, stadig var en del af bandet.

## Reklamering
Den 15. juli, 2014, begyndte bandet at udgive små teasers i anledning af, at bandets femte plade nu var klar. Nummeret "The Negative One" blev udgivet den 1. august, og en musikvideo til sangen blev udgivet den 5. august, 2014. Ingen bandmedlemmer var med i videoen.
Albummets officielle single "The Devil in I" blev udgivet den. 24. august 2014, og en musikvideo til sangen blev udgivet den 12. september. I videoen blev bandets nye masker vist frem, og deres nye trommeslager og bassist blev også præsenteret.

## Spor
| #   | Titel                          | Længde |
| --- | ------------------------------ | ------ |
| 1.  | "XIX"                          | 3:10   |
| 2.  | "Sarcastrophe"                 | 5:06   |
| 3.  | "AOV"                          | 5:32   |
| 4.  | "The Devil in I"               | 5:42   |
| 5.  | "Killpop"                      | 3:45   |
| 6.  | "Skeptic"                      | 4:46   |
| 7.  | "Lech"                         |        |
| 8.  | "Goodbye"                      |        |
| 9.  | "Nomadic"                      |        |
| 10. | "The One That Kills the Least" |        |
| 11. | "Custer"                       |        |
| 12. | "Be Prepared for Hell"         |        |
| 13. | "The Negative One"             | 5:25   |
| 14. | "If Rain Is What You Want"     |        |

## Musikere
Baseret på bandets nuværende line-up, bassist og trommeslager er i mellemtiden ukendte
- (#0) Sid Wilson - Turntables
- (#3) Chris Fehn -  Percussion, Backing vokaler
- (#4) James Root - Guitar, Bas
- (#5) Craig Jones - Sampling, Keyboard
- (#6) Shawn Crahan - Percussion, Backing vokaler
- (#7) Mick Thompson - Guitar, Bas
- (#8) Corey Taylor - Vokal, Bas
- Jay Weinberg - Trommer
- Alessandro Venturella  - Bas